# 桃栄町
桃栄町（とうえいまち）は、かつて愛知県西春日井郡にかつて存在した町である。現在の清須市桃栄に該当する。

## 沿革
- 明治33年（1900年）9月28日 - 須ヶ口村・西堀江村が合併して桃栄町が発足[1]。
- 明治39年（1906年）4月1日 - 新川町・寺野村・阿原村と合併して改めて新川町が発足。同日桃栄町廃止。